# Ayla Akat Ata
Ayla Akat Ata (* 16. Februar 1976 in Diyarbakır, Türkei) ist eine kurdische Politikerin, Juristin und Abgeordnete des türkischen Parlamentes. Sie gehört zur Bevölkerungsgruppe der Zaza.
Ata studierte an der Juristischen Fakultät der Dicle Universität Diyarbakir Rechtswissenschaft und arbeitete später unter anderem als Strafverteidigerin des inhaftierten PKK-Führers Abdullah Öcalan.
Bei den Parlamentswahlen 2007 wurde sie für den Wahlkreis Batman als unabhängige Kandidatin in die türkische Nationalversammlung gewählt. Anschließend trat sie der Partei der demokratischen Gesellschaft (DTP) bei. Nach dem Verbot der DTP am 11. Dezember 2009 wurde sie Mitglied der Nachfolgepartei Partei des Friedens und der Demokratie (BDP). Bei den Parlamentswahlen in der Türkei 2011 wurde Ata in ihrem Wahlkreis Batman wiedergewählt.
Im September 2007 wurde Ata und der Abgeordneten Aysel Tuğluk vorgeworfen, „Propaganda für eine verbotene Organisation“ sowie „Unterstützung einer terroristischen Organisation“ betrieben zu haben.
Ata ist Mitglied des Menschenrechtsverein (IHD). Sie ist verheiratet und Mutter eines Kindes.